# Besuki, Situbondo
Besuki är en ort i Indonesien.   Den ligger i provinsen Jawa Timur, i den västra delen av landet, 800 km öster om huvudstaden Jakarta. Besuki ligger 6 meter över havet och antalet invånare är 55 465. Besuki är hvuudort i distriktet Kecamatan Besuki.
Terrängen runt Besuki är platt åt nordost, men åt sydväst är den kuperad. Havet är nära Besuki norrut.Runt Besuki är det tätbefolkat, med 493 invånare per kvadratkilometer. Det finns inga andra samhällen i närheten. 